# Eoscartoides elongatus
Eoscartoides elongatus är en insektsart som beskrevs av Matsumura 1940. Eoscartoides elongatus ingår i släktet Eoscartoides och familjen spottstritar. Inga underarter finns listade i Catalogue of Life.